# Foerier
Een foerier (Fr. fourrier) van het Franse "fourrager", (Nederlands: foerageren, "opsporen en halen"), is verantwoordelijk voor het voorraadbeheer van een organisatie. 

## Krijgsmacht
De functie foerier bestaat vanouds bij de krijgsmacht, meestal in de rang van onderofficier, waar de foerier verantwoordelijk is voor het voorraadbeheer van militair materieel.
De functie van foerier in zijn huidige vorm is in het Nederlandse leger ontstaan rond 1900. Voor die tijd waren er Administrateurs van Kleeding en Wapening (AvK). De taak van de foerier is het voorraadbeheer, de uitgifte en de inname van de uitrusting, zoals de Persoonlijke Standaard Uitrusting (psu). Ook de uitgifte en inname van handwapens en de inkwartiering (de huisvesting) van de soldaten kan tot zijn taak behoren. Een foerier maakt deel uit van het Bevoorrading- en Transportcommando. Deze dienst stond voorheen bekend als de intendance.

#### Onderscheidingsteken
De foerier kon men herkennen aan de gouden of zilveren chevrons op de benedenmouwen en een gouden of zilveren chevron op de linkerbovenmouw. Daarnaast werd er op de kraag een gouden of zilveren lis gedragen.

## Jeugdbeweging
De benaming foerier wordt ook gebruikt bij de scouting en andere jeugdbewegingen. Men duidt er personen mee aan, vaak oud-leden van de jeugdgroep of andere vrijwilligers, die bepaalde logistieke functies vervullen op (zomer)kampen van jeugdbewegingen.